# Black Moon
Black Moon este un album al trupei de rock progresiv Emerson, Lake and Palmer, lansat în 1992. Primul album de studio al formației în componența originală din 1978, a fost privit de către fani ca o revenire în forță a grupului.

## Tracklist
1. "Black Moon" (Emerson, Lake, Palmer) (6:56)
2. "Paper Blood" (Emerson, Lake, Palmer) (4:26)
3. "Affairs on The Heart" (Geoffrey Downes, Lake) (3:46)
4. "Romeo and Juliet" (Sergei Prokofiev) (3:40)
5. "Farewell to Arms" (Emerson, Lake) (5:08)
6. "Changing States" (Emerson) (6:01)
7. "Burning Bridges" (Mark Mancina) (4:41)
8. "Close to Home" (Emerson) (4:27)
9. "Better Days" (Emerson, Lake) (5:33)
10. "Footprints in The Snow" (Lake) (3:50)

## Single-uri
- "Black Moon"/"A Blade of Grass" (1992)
- "Affairs of The Heart"/"Better Days" (1992)

## Componență
- Keith Emerson - claviaturi
- Greg Lake - chitare, voce, bas
- Carl Palmer - percuție, baterie